# 会津豊川駅
会津豊川駅（あいづとよかわえき）は、福島県喜多方市豊川町字一井にある、東日本旅客鉄道（JR東日本）磐越西線の駅である。
朝夕の一部と日中の1本を除き普通列車も通過し、利用できる列車は上下5往復のみである。

## 歴史
1934年（昭和9年）に、気動車が会津地方に投入されて短区間で運転されるようになり、これに伴ってバスへの対抗を兼ねて駅を増設することになり、設置された駅である。この関係で長距離を運行する列車は通過し、区間運転の列車のみが停車する駅である。同様の駅は、戦時中の石油消費規制により気動車が一度廃止された際に一緒に廃止になったり、存続したものでも戦後の運行形態の変化により全列車が停車する通常の駅に変化したりしたが、会津若松 - 喜多方間には当初の運行形態のまま、一部の列車のみが停車する駅が残存している。

### 年表
- 1934年（昭和9年）11月1日：鉄道省の駅として開業[3]。
- 1945年（昭和20年）6月10日：休止[3]。
- 1946年（昭和21年）6月10日：再開業[3]。
- 1987年（昭和62年）4月1日：国鉄分割民営化により、東日本旅客鉄道の駅となる[5]。
- 2012年（平成24年）3月17日：ダイヤ改正により電車の一部が気動車化に伴い、日中1往復が追加停車する。
- 2024年（令和6年）10月1日：えきねっとQチケのサービスを開始[1][6]。

## 駅構造
単式ホーム1面1線を有する地上駅である。駅舎やトイレは設置されていない。
あいづ統括センター（会津若松駅）管理の無人駅である。

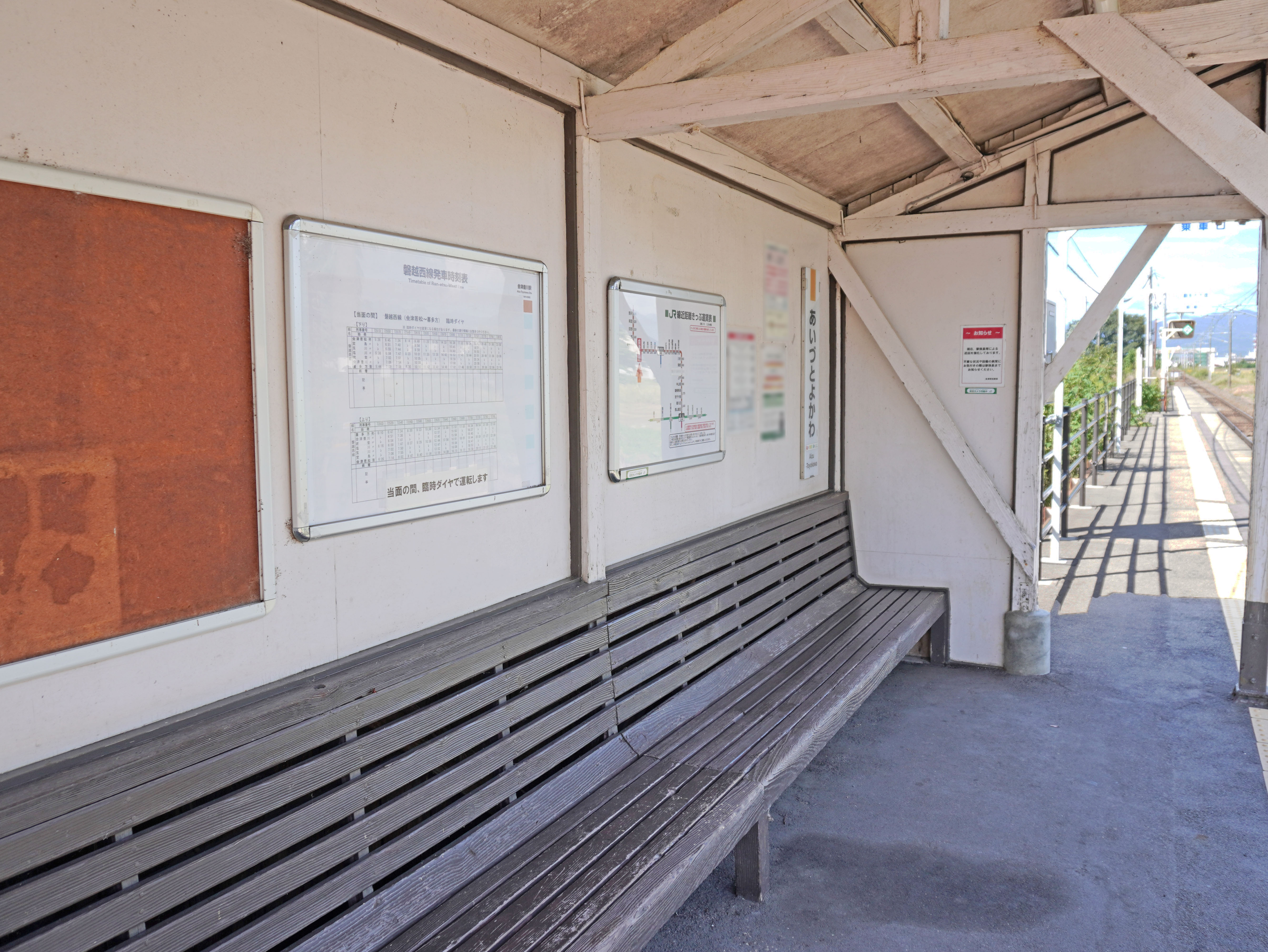
待合所（2022年9月）

## 利用状況
「福島県統計年鑑」によると、2000年度（平成12年度）- 2004年度（平成16年度）の1日平均乗車人員の推移は以下のとおりであった。豊川町の集落内にあり駅周辺に多数の民家があるものの、停車する列車が少ないため乗車人員も少ない。
| 乗車人員推移       | 乗車人員推移     | 乗車人員推移 |
| 年度               | 1日平均 乗車人員 | 出典         |
| ------------------ | ---------------- | ------------ |
| 2000年（平成12年） | 5                | [ 7 ]        |
| 2001年（平成13年） | 5                | [ 8 ]        |
| 2002年（平成14年） | 5                | [ 9 ]        |
| 2003年（平成15年） | 5                | [ 10 ]       |
| 2004年（平成16年） | 8                | [ 11 ]       |

## 駅周辺
- 喜多方市立豊川小学校[12]
- 喜多方市立公民館・児童館
- 喜多方市豊川幼稚園
- JA会津よつばいいで地区本部
- 喜多方自動車学校
- 福島県立喜多方桐桜高等学校
- 田付川
- 福島県道21号喜多方会津坂下線

## 隣の駅
東日本旅客鉄道（JR東日本）
■磐越西線（一部列車のみ停車）
姥堂駅 - 会津豊川駅 - 喜多方駅